# 竹田村 (福井県)
竹田村（たけだむら）は福井県坂井郡にあった村。現在の坂井市の東端にあたる。

## 地理
- 山岳：冠岳、浄法寺山、丈競山、火燈山
- 河川：竹田川

## 歴史
- 1889年（明治22年）4月1日 - 町村制の施行により、山竹田村、吉谷村、山口村及び上竹田村の区域をもって、竹田村が発足する。
- 1955年（昭和30年）3月31日 - 丸岡町、長畝村、竹田村、高椋村、鳴鹿村及び磯部村が合併して、改めて丸岡町が発足する。

竹田村長は、江戸時代からの名司筆頭の坪川家が代々務めた。